# 1994年の映画
1994年の映画（1994ねんのえいが）では、1994年（平成6年）の映画分野の動向についてまとめる。
1993年の映画 - 1994年の映画 - 1995年の映画

## 出来事

### 世界
- 2月25日 - 韓国政府、日本映画、歌謡曲などの大衆文化を段階的に開放する基本方針決定[1]。
- 3月1日 - ソニー・ミュージックエンタテインメント（SME）が、ソニーグループ内のソニー・ピクチャーズ エンタテインメント（SPE）の経営権を取得し、SPEを統合[1]。SPEはSMEの映像部門会社となる[1]。
- 3月23日 - イタリアの女優ジュリエッタ・マシーナ死去。
- 4月4日 - ワシントン・ジャパン・フェスティバルの日本映画祭（8日まで)に東宝社長・松岡功、女優・司葉子、星由里子が参加[1]。
- 6月14日 - 作曲家のヘンリー・マンシーニ死去。
- 7月8日 - トライスター・ピクチャーズ製作『GODZILLA』の監督はヤン・デ・ボンに決定[2]。
- 9月30日 - ウォルト・ディズニー・カンパニーが映画娯楽ビジネスの再編を実行、ウォルト・ディズニー・スタジオ製作部門のジェフリー・カッツェンバーグが退任[2]。
- 10月1日 - 台湾、日本映画の輸入を全面自由化[2]。
- 10月12日 - スティーヴン・スピルバーグ監督、映画プロデューサー・ジェフリー・カッツェンバーグ、レコード会社経営・デヴィッド・ゲフィンがハリウッドに映画製作の新会社「ドリームワークスSKG」設立を発表[2]。
- 10月20日 - アメリカの俳優バート・ランカスター死去。

### 日本
- 2月
  - 2月25日 - 文化庁長官の諮問機関「映画芸術振興に関する調査研究協力者会議」、第1回会合を開催[1]。
- 4月
  - 4月1日 - 映倫管理委員会と日本ビデオ倫理協会が合同で、「映像倫理協議会」設立[1]。
  - 4月22日 - 関西支社を中心に東宝グループが関与した三重県のテーマパーク「パルケエスパーニャ」(志摩スペイン村)オープン[1]。
- 5月
  - 5月1日 - 東宝映像事業部、レーザーディスク（LD）の新レーベル「東宝ゴクラク座」（第1期は5月1日から7月1日までの6タイトル、第2期は12月21日から1995年3月1日までの6タイトル）発売[1]。
- 7月
  - 7月1日 - 映連、日本音楽著作権協会、日本レコード協会など権利者20団体が参加し、著作権の在り方を検討する、「マルチメディア問題に関する著作権連絡協議会」設立[1]。
  - 7月7日 - 東急レクリエーション、2001年満期スイスフラン/円デュアル・カレンシー転換社債（7000万フラン）の発行を決議[1]。
  - 7月16日 - 『平成狸合戦ぽんぽこ』（高畑勲監督）公開、大ヒット[2]。
  - 7月20日 - 全興連理事会で、青森県興行組合が「“WMC弘前問題”容認、上映ソフトは継続協議」との決議を報告[1]。
  - 7月21日 - 東宝映像事業部、「大ゴジラ博」を池袋サンシャインシティで開催（8月31日まで）[2]。
  - 7月27日 - 第12回川喜多賞をマルセル・ジュグラリスが受賞[1]。本年度より川喜多かしこの命日 (7月27日)にちなんで授賞式の日程を変更[1]。
- 9月
  - 9月23日
    - 日本映画100年博を京都・東映太秦映画村で開催[2]。
    - 青森県・WMC弘前オープン、以後WMCは全国各地に続々とシネコンを建設[2]。

  - 9月24日 - 第7回東京国際映画祭を京都で初開催(10月2日まで)[2]。
- 10月
  - 10月4日 - 東京・新宿シネマ・カリテ1・2・3開場[2]。
  - 10月8日
    - 東京・恵比寿ガーデンシネマ1・2開場[2]。
    - 東京・立川シネマシティ6館開場[2]。

  - 10月21日 - 東宝映画興行部、金曜日午前中の第1回目上映開始までに入場の客を対象に、業界初となる新割引サービス「ファースト・ショー・サービス・オン・フライデー」を直営42館と関連興行会社の劇場で開始[2]。
- 11月
  - 11月3日 - 「ゴジラ」40歳誕生日の行事を東宝スタジオで開催[2]。11月6日、関西地区でも開催[2]。
  - 11月10日 - ディーエムシー企画設立[2]。
  - 11月26日 - 松竹創業百年記念「古式顔寄せ手打ち式」挙行[2][3]。記念行事幕開け[2]。
  - 11月28日 - 松竹、商品ファンド法の投資販売業者認定を受け、「映画ファンドNo.1」発表[2]。
- 12月
  - 12月10日 - 『ゴジラvsスペースゴジラ』（山下賢章監督）公開、大ヒット[2]。
  - 12月20日 - 東京・有楽シネマ閉館[2]。
  - 12月22日 - 女優・乙羽信子死去[2]。
  - 12月23日 - 東京・池袋シネマサンシャイン6番館開場[2]。

## 日本の映画興行
- 入場料金（大人） 
  - 1,800円[4]
  - 映画館・映画別
    - 1,800円（松竹、正月映画『男はつらいよ 寅次郎の縁談』）[5]

  - 1,800円（統計局『小売物価統計調査（動向編） 調査結果』[6] 銘柄符号 9341「映画観覧料」）[7]
- 入場者数 1億2299万人[8] - 1992年（平成4年）の1億2560万人を下回るワースト記録。〔ただし、1996年にはワースト記録を更新する。〕
- 興行収入 1535億9000万円[8] - 〔初めて、〕アニメが邦画配給収入の過半数を占めた[9]。

| 配給会社 | 配給本数 | 年間配給収入  | 概要 |
| 配給会社 | 配給本数 | 前年対比      | 概要 |
| -------- | -------- | ------------- | --- |
| 松竹     | 14       | 51億5159万円  | 『男はつらいよ 寅次郎の縁談』/『釣りバカ日誌4』は『男はつらいよ』シリーズの最高の配給収入15.7億円を記録する。奥山和由常務取締役が自ら撮り直した『RAMPO』は配給収入12億円のヒットとなった。『忠臣蔵外伝 四谷怪談』の公開延期で急遽公開された『釣りバカ日誌スペシャル』（5.6億円）は今一つ。秋に公開された『忠臣蔵外伝 四谷怪談』は3億円台と期待外れ。            |
| 松竹     | 14       | 77.4%         | 『男はつらいよ 寅次郎の縁談』/『釣りバカ日誌4』は『男はつらいよ』シリーズの最高の配給収入15.7億円を記録する。奥山和由常務取締役が自ら撮り直した『RAMPO』は配給収入12億円のヒットとなった。『忠臣蔵外伝 四谷怪談』の公開延期で急遽公開された『釣りバカ日誌スペシャル』（5.6億円）は今一つ。秋に公開された『忠臣蔵外伝 四谷怪談』は3億円台と期待外れ。            |
| 東宝     | 18       | 118億6376万円 | 10年連続の年間配給収入100億円突破。『平成狸合戦ぽんぽこ』（26.3億円）、『ゴジラvsメカゴジラ』（18.7億円）、『ドラえもん のび太と夢幻三剣士』（13.5億円）、『ヒーローインタビュー』（13.4億円）、『クレヨンしんちゃん ブリブリ王国の秘宝』（10.7億円）が偉業に貢献した。配給収入10億円突破番組の半数が東宝。                                                     |
| 東宝     | 18       | 109.8%        | 10年連続の年間配給収入100億円突破。『平成狸合戦ぽんぽこ』（26.3億円）、『ゴジラvsメカゴジラ』（18.7億円）、『ドラえもん のび太と夢幻三剣士』（13.5億円）、『ヒーローインタビュー』（13.4億円）、『クレヨンしんちゃん ブリブリ王国の秘宝』（10.7億円）が偉業に貢献した。配給収入10億円突破番組の半数が東宝。                                                     |
| 東映     | 27       | 70億2628万円  | ドラゴンボールZを中心とした『'94春東映アニメフェア』（14.5億円）と『'94夏東映アニメフェア』（11.2億円）、正月公開『劇場版美少女戦士セーラームーンR』（13億円）のアニメ3番組が配給収入10億円を突破した。『ストリートファイターII MOVIE』（7億円）は好稼動。『首領を殺った男』・『東雲楼 女の乱』のような東映が得意としたアダルト路線は不振、『集団左遷』は低調。 |
| 東映     | 27       | 110.0%        | ドラゴンボールZを中心とした『'94春東映アニメフェア』（14.5億円）と『'94夏東映アニメフェア』（11.2億円）、正月公開『劇場版美少女戦士セーラームーンR』（13億円）のアニメ3番組が配給収入10億円を突破した。『ストリートファイターII MOVIE』（7億円）は好稼動。『首領を殺った男』・『東雲楼 女の乱』のような東映が得意としたアダルト路線は不振、『集団左遷』は低調。 |

出典:「1994年度日本映画・外国映画業界総決算--経営/製作/配給/興行のすべて」『キネマ旬報』1995年（平成7年）2月下旬号、キネマ旬報社、1995年、154 - 156頁。

## 各国ランキング

### 日本配給収入ランキング
1994年日本配給収入トップ10
| 順位 | 題名                                                         | 制作国         | 配給                 | 配給収入 |
| ---- | ------------------------------------------------------------ | -------------- | -------------------- | -------- |
| 1    | クリフハンガー                                               | アメリカ合衆国 | 東宝東和             | 40億円   |
| 2    | トゥルーライズ                                               | アメリカ合衆国 | 日本ヘラルド         | 35億円   |
| 3    | 平成狸合戦ぽんぽこ                                           | 日本           | 東宝                 | 26.3億円 |
| 4    | シンドラーのリスト                                           | アメリカ合衆国 | UIP                  | 20.6億円 |
| 5    | ライオン・キング                                             | アメリカ合衆国 | ブエナ・ビスタ       | 20億円   |
| 6    | ゴジラvsメカゴジラ                                           | 日本           | 東宝                 | 18.7億円 |
| 7    | パーフェクト・ワールド                                       | アメリカ合衆国 | ワーナー・ブラザース | 17億円   |
| 8    | ミセス・ダウト                                               | アメリカ合衆国 | 20世紀FOX            | 16億円   |
| 9    | 男はつらいよ 寅次郎の縁談                                    | 日本           | 松竹                 | 15.7億円 |
| 10   | ドラゴンボールZ 危険なふたり!超戦士はねむれない/スラムダンク | 日本           | 東映                 | 14.5億円 |

| 順位 | 題名 | 配給          | 配給収入 | 備考     |
| ---- | --- | ------------- | -------- | -------- |
| 1    | 平成狸合戦ぽんぽこ | 東宝          | 26.3億円 |          |
| 2    | ゴジラvsメカゴジラ | 東宝          | 18.7億円 |          |
| 3    | 男はつらいよ 寅次郎の縁談 釣りバカ日誌6                                                                                              | 松竹          | 15.7億円 |          |
| 4    | ドラゴンボールZ 危険なふたり!超戦士はねむれない Dr.スランプ ほよよ!助けたサメに連れられて スラムダンク                               | 東映          | 14.5億円 |          |
| 5    | ドラえもん のび太と夢幻三剣士 ドラミちゃん 青いストローハット ウメ星デンカ 宇宙の果てからパンパロパン                                | 東宝          | 13.5億円 |          |
| 6    | ヒーローインタビュー | 東宝          | 13.4億円 |          |
| 7    | 劇場版美少女戦士セーラームーンR メイクアップ!セーラー戦士 ツヨシしっかりしなさい ツヨシのタイムマシーンでしっかりしなさい            | 東映          | 13.0億円 |          |
| 8    | RAMPO | 松竹 松竹富士 | 12.0億円 |          |
| 9    | ドラゴンボールZ 超戦士撃破!!勝つのはオレだ Dr.スランプ アラレちゃん んちゃ!!わくわくハートの夏休み スラムダンク 全国制覇だ! 桜木花道 | 東映          | 11.2億円 |          |
| 10   | クレヨンしんちゃん ブリブリ王国の秘宝                                                                                                | 東宝          | 10.7億円 | [ 注 1 ] |

出典:1994年配給収入10億円以上番組 - 日本映画製作者連盟
| 順位 | 題名                            | 製作国             | 配給                 | 配給収入 | 備考     |
| ---- | ------------------------------- | ------------------ | -------------------- | -------- | -------- |
| 1    | クリフハンガー                  | アメリカ合衆国の旗 | 東宝東和             | 40.0億円 | [ 注 2 ] |
| 2    | トゥルーライズ                  | アメリカ合衆国の旗 | 日本ヘラルド         | 35.0億円 | [ 注 3 ] |
| 3    | シンドラーのリスト              | アメリカ合衆国の旗 | UIP                  | 20.5億円 | [ 注 4 ] |
| 4    | ライオン・キング                | アメリカ合衆国の旗 | ブエナ・ビスタ       | 20.0億円 | [ 注 5 ] |
| 5    | パーフェクト・ワールド          | アメリカ合衆国の旗 | ワーナー・ブラザース | 17.0億円 |          |
| 6    | ミセス・ダウト                  | アメリカ合衆国の旗 | 20世紀FOX            | 16.0億円 |          |
| 7    | メジャーリーグ2                 | アメリカ合衆国の旗 | 東宝東和             | 13.0億円 |          |
| 8    | めぐり逢えたら                  | アメリカ合衆国の旗 | ソニー               | 12.0億円 |          |
| 9    | フリントストーン/モダン石器時代 | アメリカ合衆国の旗 | ユニバーサル映画/UIP | 11.0億円 |          |
| 10   | クール・ランニング              | アメリカ合衆国の旗 | ブエナ・ビスタ       | 10.0億円 | [ 注 6 ] |
| 10   | マイ・ライフ                    | アメリカ合衆国     | 松竹富士             | 10.0億円 | [ 注 6 ] |

#10の出典:1、『キネマ旬報ベスト・テン85回全史 1924-2011』キネマ旬報社〈キネマ旬報ムック〉、2012年5月、534頁。ISBN 978-4873767550。
2、キネマ旬報1995年2月下旬号　総決算
上記以外の出典:1994年配給収入10億円以上番組 - 日本映画製作者連盟

### 全世界興行収入ランキング
| 順位 | 題名                               | スタジオ                         | 興行収入     |
| ---- | ---------------------------------- | -------------------------------- | ------------ |
| 1    | ライオン・キング                   | ブエナ・ビスタ・ピクチャーズ     | $987,483,777 |
| 2    | フォレスト・ガンプ/一期一会        | パラマウント映画                 | $677,945,399 |
| 3    | トゥルーライズ                     | 20世紀フォックス                 | $378,882,411 |
| 4    | マスク                             | ニュー・ライン・シネマ           | $351,583,407 |
| 5    | スピード                           | 20世紀フォックス                 | $350,448,145 |
| 6    | フリントストーン/モダン石器時代    | ユニバーサル・スタジオ           | $341,631,208 |
| 7    | ジム・キャリーはMr.ダマー          | ニュー・ライン・シネマ           | $247,275,374 |
| 8    | フォー・ウェディング               | ワーキング・タイトル・フィルムズ | $245,700,832 |
| 9    | インタビュー・ウィズ・ヴァンパイア | ワーナー・ブラザース             | $223,664,608 |
| 10   | 今そこにある危機                   | パラマウント映画                 | $215,887,717 |

出典:“1994 Worldwide Box Office Results”.  Box Office Mojo. 2015年12月17日閲覧。

### 北米興行収入ランキング
| 順位 | 題名                            | スタジオ           | 興行収入     |
| ---- | ------------------------------- | ------------------ | ------------ |
| 1.   | フォレスト・ガンプ/一期一会     | パラマウント       | $329,694,499 |
| 2.   | ライオン・キング                | ディズニー         | $312,855,561 |
| 3.   | トゥルーライズ                  | 20世紀FOX          | $146,282,411 |
| 4.   | サンタクローズ                  | ディズニー         | $144,833,357 |
| 5.   | フリントストーン/モダン石器時代 | ユニバーサル       | $130,531,208 |
| 6.   | ジム・キャリーはMr.ダマー       | ニューラインシネマ | $127,175,374 |
| 7.   | 今そこにある危機                | パラマウント       | $122,187,717 |
| 8.   | スピード                        | 20世紀FOX          | $121,248,145 |
| 9.   | マスク                          | ニューラインシネマ | $119,938,730 |
| 10.  | パルプ・フィクション            | ミラマックス       | $107,928,762 |

出典: “1994 Domestic Yearly Box Office Results”.  Box Office Mojo. 2015年12月25日閲覧。

### フランス観客動員数ランキング
1. ライオン・キング
2. Un Indien dans la ville（フランス語版）
3. フォー・ウェディング
4. ミセス・ダウト
5. フォレスト・ガンプ/一期一会
6. マスク
7. レオン
8. パルプ・フィクション
9. フィラデルフィア
10. シンドラーのリスト

出典:“FRANCE 1994 - BOX OFFICE STORY”.   boxofficestory. 2016年1月22日閲覧。

## 受賞
- 第67回アカデミー賞
  - 作品賞 - 『フォレスト・ガンプ/一期一会』
  - 監督賞 - ロバート・ゼメキス（『フォレスト・ガンプ/一期一会』）
  - 主演男優賞 - トム・ハンクス（『フォレスト・ガンプ/一期一会』）
  - 主演女優賞 - ジェシカ・ラング（『ブルースカイ』）

- 第52回ゴールデングローブ賞
  - 作品賞 (ドラマ部門) - 『フォレスト・ガンプ/一期一会』
  - 主演女優賞 (ドラマ部門) - ジェシカ・ラング（『ブルー・スカイ』）
  - 主演男優賞 (ドラマ部門) - トム・ハンクス（『フォレスト・ガンプ/一期一会』）
  - 作品賞 (ミュージカル・コメディ部門) - 『ライオン・キング』
  - 主演女優賞 (ミュージカル・コメディ部門) - ジェイミー・リー・カーティス（『トゥルーライズ』）
  - 主演男優賞 (ミュージカル・コメディ部門) - ヒュー・グラント（『フォー・ウェディング』）
  - 監督賞 - ロバート・ゼメキス（『フォレスト・ガンプ』）

- 第60回ニューヨーク映画批評家協会賞 - 『クイズ・ショウ』

- 第47回カンヌ国際映画祭
  - パルム・ドール - 『パルプ・フィクション』（クエンティン・タランティーノ』）
  - 監督賞 - ナンニ・モレッティ（『親愛なる日記』）
  - 男優賞 - グォ・ヨウ（『活きる』）
  - 女優賞 - ヴィルナ・リージ（『王妃マルゴ』）

- 第51回ヴェネツィア国際映画祭
  - 金獅子賞 - 『ビフォア・ザ・レイン』（ミルチョ・マンチェフスキ）、『愛情萬歳』（ツァイ・ミンリャン）

- 第44回ベルリン国際映画祭
  - 金熊賞 - 『父の祈りを』（ジム・シェリダン）

- 第18回日本アカデミー賞
  - 最優秀作品賞 - 『忠臣蔵外伝 四谷怪談』（深作欣二）
  - 最優秀主演男優賞 - 佐藤浩市（『忠臣蔵外伝 四谷怪談』）
  - 最優秀主演女優賞 - 高岡早紀（『忠臣蔵外伝 四谷怪談』）

- 第37回ブルーリボン賞
  - 作品賞 - 『棒の哀しみ』
  - 主演男優賞 - 奥田瑛二（『棒の哀しみ』）
  - 主演女優賞 - 高岡早紀（『忠臣蔵外伝 四谷怪談』）
  - 監督賞 - 神代辰巳（『棒の哀しみ』）

- 第68回キネマ旬報ベスト・テン
  - 外国映画第1位 - 『ピアノ・レッスン』
  - 日本映画第1位 - 『全身小説家』

- 第49回毎日映画コンクール
  - 日本映画大賞 -『全身小説家』

## 誕生
- 1月29日 - 佐倉綾音、日本の声優
- 2月1日 - 吉沢亮、日本の俳優
- 2月5日 - 小宮有紗、日本の女優・声優
- 2月23日 - ダコタ・ファニング、アメリカの女優
- 2月27日 - 高橋李依、日本の声優
- 3月3日 - 川島海荷、日本の女優
- 4月24日 - 宮沢氷魚、日本の俳優
- 4月25日 - 山崎紘菜、日本の女優
- 6月15日 - 日高里菜、日本の声優
- 8月4日 - 福田麻由子、日本の女優
- 9月7日 - 山崎賢人、日本の俳優
- 9月21日 - 二階堂ふみ、日本の女優
- 10月14日 - 清野菜名、日本の女優
- 10月19日 - 須賀健太、日本の俳優
- 12月3日 - 芹澤優、日本の声優
- 12月11日 - 広瀬アリス、日本の女優

## 死去
| 日付 | 日付 | 名前                       | 国籍                              | 年齢 | 職業                                           |
| 1月  | 22日 | テリー・サバラス           | アメリカ合衆国の旗                | 72   | 俳優                                           |
| 1月  | 22日 | ジャン＝ルイ・バロー       | フランスの旗                      | 83   | 俳優・演出家                                   |
| 2月  | 6日  | ジョゼフ・コットン         | アメリカ合衆国の旗                | 88   | 俳優                                           |
| 2月  | 19日 | デレク・ジャーマン         | イギリスの旗                      | 52   | 映画監督                                       |
| 2月  | 25日 | 北山年夫                   | 日本の旗                          | 72   | 俳優、声優                                     |
| 3月  | 4日  | ジョン・キャンディ         | カナダの旗                        | 43   | 俳優・コメディアン                             |
| 3月  | 6日  | テンギズ・アブラゼ         | グルジアの旗                      | 70   | 映画監督                                       |
| 3月  | 6日  | メリナ・メルクーリ         | ギリシャの旗                      | 73   | 女優                                           |
| 3月  | 9日  | フェルナンド・レイ         | スペインの旗                      | 76   | 俳優                                           |
| 3月  | 17日 | マイ・セッタリング         | スウェーデンの旗                  | 76   | 女優・映画監督                                 |
| 3月  | 21日 | リリー・ダミダ             | フランスの旗                      | 89   | 女優                                           |
| 3月  | 22日 | 菅貫太郎                   | 日本の旗                          | 59   | 俳優                                           |
| 3月  | 23日 | ジュリエッタ・マシーナ     | イタリアの旗                      | 73   | 女優                                           |
| 4月  | 3日  | フランク・ウェルズ         | アメリカ合衆国の旗                | 62   | ウォルト・ディズニー・カンパニー代表取締役社長 |
| 4月  | 19日 | プレストン・ブレア         | アメリカ合衆国の旗                | 86   | アニメーター                                   |
| 4月  | 27日 | 小川英                     | 日本の旗                          | 64   | 脚本家                                         |
| 5月  | 1日  | アル・ティーター           | アメリカ合衆国の旗                | 80   | 録音技師                                       |
| 5月  | 8日  | ジョージ・ペパード         | アメリカ合衆国の旗                | 65   | 俳優                                           |
| 5月  | 15日 | ギルバート・ローランド     | メキシコの旗 · アメリカ合衆国の旗 | 88   | 俳優                                           |
| 6月  | 4日  | マッシモ・トロイージ       | イタリアの旗                      | 41   | 俳優                                           |
| 6月  | 5日  | 内出好吉                   | 日本の旗                          | 83   | 映画監督                                       |
| 6月  | 6日  | バリー・サリヴァン         | アメリカ合衆国の旗                | 81   | 俳優                                           |
| 6月  | 14日 | ヘンリー・マンシーニ       | アメリカ合衆国の旗                | 70   | 作曲家                                         |
| 6月  | 15日 | マノス・ハジダキス         | ギリシャの旗                      | 68   | 作曲家                                         |
| 6月  | 22日 | 石橋エータロー             | 日本の旗                          | 66   | 俳優・コメディアン                             |
| 7月  | 19日 | 村田武雄                   | 日本の旗                          | 87   | 脚本家                                         |
| 8月  | 6日  | 中古智                     | 日本の旗                          | 82   | 美術監督                                       |
| 8月  | 8日  | 鳳啓助                     | 日本の旗                          | 71   | 漫才師                                         |
| 8月  | 11日 | ピーター・カッシング       | イギリスの旗                      | 81   | 俳優                                           |
| 8月  | 30日 | リンゼイ・アンダーソン     | イギリスの旗                      | 71   | 映画監督                                       |
| 9月  | 6日  | ドゥッチョ・テッサリ       | イタリアの旗                      | 67   | 映画監督・脚本家                               |
| 9月  | 7日  | テレンス・ヤング           | イギリスの旗                      | 80   | 映画監督                                       |
| 9月  | 7日  | デニス・モーガン           | アメリカ合衆国の旗                | 85   | 俳優・歌手                                     |
| 9月  | 8日  | 東野英治郎                 | 日本の旗                          | 86   | 俳優                                           |
| 9月  | 9日  | パトリック・オニール       | アメリカ合衆国の旗                | 66   | 俳優                                           |
| 9月  | 11日 | ジェシカ・タンディ         | イギリスの旗                      | 85   | 女優                                           |
| 9月  | 12日 | トム・イーウェル           | アメリカ合衆国の旗                | 85   | 俳優                                           |
| 9月  | 17日 | 中川勝彦                   | 日本の旗                          | 32   | 歌手・俳優                                     |
| 9月  | 23日 | 京塚昌子                   | 日本の旗                          | 64   | 女優                                           |
| 9月  | 23日 | マドレーヌ・ルノー         | フランスの旗                      | 94   | 女優                                           |
| 10月 | 5日  | 中条静夫                   | 日本の旗                          | 68   | 俳優                                           |
| 10月 | 7日  | 三木鶏郎                   | 日本の旗                          | 80   | 作詞家・作曲家                                 |
| 10月 | 16日 | 井上孝雄                   | 日本の旗                          | 59   | 俳優                                           |
| 10月 | 20日 | バート・ランカスター       | アメリカ合衆国の旗                | 80   | 俳優                                           |
| 10月 | 21日 | ブノワ・レジャン           | フランスの旗                      | 41   | 俳優                                           |
| 10月 | 24日 | ラウル・ジュリア           | プエルトリコの旗                  | 54   | 俳優                                           |
| 10月 | 29日 | 汐路章                     | 日本の旗                          | 66   | 俳優                                           |
| 11月 | 30日 | ライオネル・スタンダー     | アメリカ合衆国の旗                | 86   | 俳優                                           |
| 12月 | 5日  | ギュンター・マイスナー     | ドイツの旗                        | 68   | 俳優                                           |
| 12月 | 6日  | ジャン・マリア・ヴォロンテ | イタリアの旗                      | 61   | 俳優                                           |
| 12月 | 21日 | 千田是也                   | 日本の旗                          | 90   | 俳優                                           |
| 12月 | 22日 | 乙羽信子                   | 日本の旗                          | 70   | 女優                                           |
| 12月 | 23日 | 大宮悌二                   | 日本の旗                          | 66   | 俳優・声優                                     |
| 12月 | 23日 | セバスチャン・ショウ       | イギリスの旗                      | 89   | 俳優                                           |
| 12月 | 24日 | 清水雅                     | 日本の旗                          | 93   | 東宝相談役                                     |
| 12月 | 24日 | ロッサノ・ブラッツィ       | イタリアの旗                      | 78   | 俳優                                           |
| 12月 | 26日 | シルヴァ・コシナ           | ユーゴスラビアの旗 · イタリアの旗 | 61   | 女優                                           |
| 12月 | 30日 | 巖金四郎                   | 日本の旗                          | 83   | 声優                                           |